# Kōshōnin

Kōshōnin (交渉人, Kōshōnin) est un téléfilm japonais réalisé par Takashi Miike, adapté d'un roman de Takahisa Igarashi et sorti en 2003.
Il est également désigné sous le titre The Negotiator, employé lors de sa distribution aux États-Unis.

## Distribution
- Kenichi Endō : le vendeur dans l'épicerie
- Masatô Ibu : le patron d'Ishida
- Renji Ishibashi : Kanemoto
- Hiroshi Mikami : inspecteur Ishida
- Kumi Nakamura : Ishida
- Shigemitsu Ogi
- Shirô Sano : lieutenant Ando
- Yoji Tanaka
- Mayu Tsuruta : capitaine Maiko Tohno